# Das Recht auf Glück
Das Recht auf Glück ist ein stummes, deutsches Liebesmelodram aus dem Jahr 1913 von Walter Schmidthässler mit Tony Sylva in der Hauptrolle.

## Handlung
Die einstigen Nachbarskinder Else und Lolotte sind seit Ewigkeit enge Freundinnen. Während Else als Putzmacherin einem ordentlichen Beruf nachgeht, lebt Lolotte in den Tag hinein und gibt sich ganz den ausschweifenden Vergnügungen hin. Else hat große Probleme: Sie lebt in Armut, ihr Vater ist ein Säufer und will sie liebend gern mit einem anderen Säufer verheiraten. Doch Else wehrt sich dagegen, sie findet, dass auch sie ein Recht auf Glück habe. Und so treibt sie dieser Wunsch raus aus ihrem Elternhaus, fort von dem trinkenden Vater, den Geldnöten und all den anderen Sorgen, die die aufgekratzte Lolotte nicht zu haben scheint.
Lolottes Leben fasziniert Else Lenz, ist dieses doch so gänzlich anders als das Ihre. Die Freundin bewegt sich in vorgeblich „besseren Kreisen“, Schmuck, elegante Kleider, eine schicke Wohnung und jede Menge Herrenbekanntschaften sind ihre äußeren Accessoires, die mutmaßliches Glück verheißen. Lolotte wird zum großen Vorbild für Elses Vorstellung einer perfekten Zukunft, eines idealen Lebens. Das will Else auch haben, und so wird sie zur zweiten Lolotte. Ihre Bühnen sind fortan die Pferderennplätze ebenso wie die Nachtbars und andere Tummelplätze der Haute-Volée. Der Mann, der zu Elses Galan wird, ist sehr viel älter als sie und ein Adeliger namens Graf Römer. Doch hinter der Fassade sieht es anders aus: Else ist – trotz des äußerlichen Glitzerglamours, auf den sie derart hartnäckig „hingearbeitet“ hatte – alles andere als glücklich, der äußere Schein und das Gepränge kann ihre innere Leere bald nicht mehr übertünchen.
Da begegnet sie eines Tages dem Ingenieur Bruno. Der ist ein wohlanständiger, grundsolider und bodenständiger Mann, der all das zu verheißen scheint, was Else all die vergangenen Zeiten vermisst hat: Ehrliche und aufrichtige Liebe. Bruno ist bereit, sich auf Else einzulassen, sie zu einem „besseren Menschen“ werden zu lassen. Dafür ist die junge Frau sogar bereit, ihr luxuriöses Lotterleben mitsamt dem Grafen Römer hinter sich zu lassen. Eines Tages muss Bruno auf Dienstreise nach Afrika fahren, und Else verspricht, ihm während seiner Abwesenheit die Treue zu halten. Wenn er zurückkommt, das ist beschlossene Sache, wollen beide heiraten. Else bricht mit ihrem bisherigen Leben, verzichtet auf Luxus und geht in einem Modehaus wieder einer geregelten Arbeit nach. Bald sind alle Ersparnisse aufgebraucht, doch als Bruno wie versprochen zurückkehrt und sie heimführt, kann endlich ein neues Leben beginnen.

## Produktionsnotizen
Das Recht auf Glück entstand im Vitascope-Atelier in Berlins Lindenstraße 32–34. Der dreiaktige Film mit einer Länge von 695 Metern passierte im Juli 1913 die Filmzensur, wurde jedoch bereits am 20. Juni 1913 uraufgeführt.

## Kritik
„Das Publikum liebt Tony Silva auf dem Film. Ihre Darstellung erhält Wahrheit und menschliches Empfinden durch eine sympathische Erscheinung, eine geschmeidige und liebenswürdige Bewegung, ein elegantes und geschmackvolles Spiel.“